# Tata Open 2013 - Qualificazioni singolare
Le qualificazioni del singolare  del Tata Open 2013 sono state un torneo di tennis preliminare per accedere alla fase finale della manifestazione. I vincitori dell'ultimo turno sono entrati di diritto nel tabellone principale. In caso di ritiro di uno o più giocatori aventi diritto a questi sono subentrati i lucky loser, ossia i giocatori che hanno perso nell'ultimo turno ma che avevano una classifica più alta rispetto agli altri partecipanti che avevano comunque perso nel turno finale.
Le qualificazioni del torneo Chennai Open 2003 prevedevano 32 partecipanti di cui 4 sono entrati nel tabellone principale.

## Teste di serie
1. Noam Okun (ultimo turno)
2. Nicolas Coutelot (ultimo turno)
3. Björn Phau (ultimo turno)
4. Mario Radić (secondo turno)

1. Tomas Behrend (Qualificato)
2. Julien Varlet (Qualificato)
3. Michael Kohlmann (Qualificato)
4. Tuomas Ketola (secondo turno)

## Qualificati
1. Olivier Patience
2. Michael Kohlmann

1. Julien Varlet
2. Tomas Behrend

## Tabellone

### Legenda
| - Q = Qualificato - WC = Wild card - LL = Lucky loser | - ALT = Alternate - SE = Special Exempt - PR = Protected Ranking | - w/o = Walkover - r = Ritirato - d = Squalificato |

### Sezione 1
|  | Primo turno              | Primo turno              | Primo turno              | Primo turno | Primo turno |  |  | Secondo turno | Secondo turno    | Secondo turno | Secondo turno    | Secondo turno    |   |   | Ultimo turno | Ultimo turno | Ultimo turno | Ultimo turno | Ultimo turno |  |
|  |                          |                          |                          |             |             |  |  |               |                  |               |                  |                  |   |   |              |              |              |              |              |  |
|  |                          |                          |                          |             |             |  |  |               |                  |               |                  |                  |   |   |              |              |              |              |              |  |
|  |                          |                          |                          |             |             |  |  | 1             | Noam Okun        | 6             | 3                | 6                |   |   |              |              |              |              |              |  |
|  | Mosè Navarra             | Mosè Navarra             | Mosè Navarra             | 6           | 7           |  |  |               | Mosè Navarra     | 4             | 6                | 4                |   |   |              |              |              |              |              |  |
|  | Arun-Prakash Rajagopalan | Arun-Prakash Rajagopalan | Arun-Prakash Rajagopalan | 4           | 69          |  |  |               |                  |               |                  |                  |   |   | 1            | Noam Okun    | Noam Okun    | 2            | 2            |  |
|  | Olivier Patience         | Olivier Patience         | 65                       | 6           | 6           |  |  |               |                  |               | Olivier Patience | Olivier Patience | 6 | 6 |              |              |              |              |              |  |
|  | Manoj Mahadevan          | Manoj Mahadevan          | 7                        | 3           | 2           |  |  |               | Olivier Patience | 4             | 7                | 6                |   |   |              |              |              |              |              |  |
|  | 8                        | Tuomas Ketola            | 6                        | 6           | 6           |  |  | 8             | Tuomas Ketola    | 6             | 5                | 3                |   |   |              |              |              |              |              |  |
|  |                          | Leoš Friedl              | 4                        | 7           | 3           |  |  |               |                  |               |                  |                  |   |   |              |              |              |              |              |  |

### Sezione 2
|  | Primo turno     | Primo turno      | Primo turno      | Primo turno | Primo turno |  |  | Secondo turno | Secondo turno    | Secondo turno    | Secondo turno    | Secondo turno    |   |   | Ultimo turno | Ultimo turno     | Ultimo turno     | Ultimo turno | Ultimo turno |  |
|  |                 |                  |                  |             |             |  |  |               |                  |                  |                  |                  |   |   |              |                  |                  |              |              |  |
|  | 2               | Nicolas Coutelot | 6                | 4           | 7           |  |  |               |                  |                  |                  |                  |   |   |              |                  |                  |              |              |  |
|  |                 | Ota Fukárek      | 3                | 6           | 65          |  |  | 2             | Nicolas Coutelot | 6                | 2                | 7                |   |   |              |                  |                  |              |              |  |
|  | Lu Yen-hsun     | Lu Yen-hsun      | Lu Yen-hsun      | 6           | 6           |  |  |               | Lu Yen-hsun      | 4                | 6                | 65               |   |   |              |                  |                  |              |              |  |
|  | Jim Thomas      | Jim Thomas       | Jim Thomas       | 4           | 2           |  |  |               |                  |                  |                  |                  |   |   | 2            | Nicolas Coutelot | Nicolas Coutelot | 4            | 0            |  |
|  | Mustafa Ghouse  | Mustafa Ghouse   | Mustafa Ghouse   | 6           | 6           |  |  |               |                  | 7                | Michael Kohlmann | Michael Kohlmann | 6 | 6 |              |                  |                  |              |              |  |
|  | Vikram Amritraj | Vikram Amritraj  | Vikram Amritraj  | 0           | 2           |  |  |               | Mustafa Ghouse   | Mustafa Ghouse   | 1                | 2                |   |   |              |                  |                  |              |              |  |
|  | 7               | Michael Kohlmann | Michael Kohlmann | 6           | 6           |  |  | 7             | Michael Kohlmann | Michael Kohlmann | 6                | 6                |   |   |              |                  |                  |              |              |  |
|  |                 | Vijay Kannan     | Vijay Kannan     | 3           | 1           |  |  |               |                  |                  |                  |                  |   |   |              |                  |                  |              |              |  |

### Sezione 3
|  | Primo turno      | Primo turno      | Primo turno      | Primo turno | Primo turno |  |  | Secondo turno | Secondo turno | Secondo turno | Secondo turno | Secondo turno |   |   | Ultimo turno | Ultimo turno | Ultimo turno | Ultimo turno | Ultimo turno |  |
|  |                  |                  |                  |             |             |  |  |               |               |               |               |               |   |   |              |              |              |              |              |  |
|  | 3                | Björn Phau       | 6                | 5           | 6           |  |  |               |               |               |               |               |   |   |              |              |              |              |              |  |
|  |                  | Harsh Mankad     | 3                | 7           | 4           |  |  | 3             | Björn Phau    | Björn Phau    | 6             | 6             |   |   |              |              |              |              |              |  |
|  | Petr Luxa        | Petr Luxa        | Petr Luxa        | 7           | 6           |  |  |               | Petr Luxa     | Petr Luxa     | 4             | 4             |   |   |              |              |              |              |              |  |
|  | František Čermák | František Čermák | František Čermák | 6           | 3           |  |  |               |               |               |               |               |   |   | 3            | Björn Phau   | 3            | 6            | 3            |  |
|  | Vishal Uppal     | Vishal Uppal     | Vishal Uppal     | 6           | 6           |  |  |               |               | 6             | Julien Varlet | 6             | 2 | 6 |              |              |              |              |              |  |
|  | Stephen Amritraj | Stephen Amritraj | Stephen Amritraj | 1           | 4           |  |  |               | Vishal Uppal  | Vishal Uppal  | 2             | 0             |   |   |              |              |              |              |              |  |
|  | 6                | Julien Varlet    | Julien Varlet    | 6           | 6           |  |  | 6             | Julien Varlet | Julien Varlet | 6             | 6             |   |   |              |              |              |              |              |  |
|  |                  | Ajay Ramaswami   | Ajay Ramaswami   | 2           | 0           |  |  |               |               |               |               |               |   |   |              |              |              |              |              |  |

### Sezione 4
|  | Primo turno     | Primo turno     | Primo turno     | Primo turno | Primo turno |  |  | Secondo turno | Secondo turno   | Secondo turno   | Secondo turno | Secondo turno |   |   | Ultimo turno | Ultimo turno    | Ultimo turno    | Ultimo turno | Ultimo turno |  |
|  |                 |                 |                 |             |             |  |  |               |                 |                 |               |               |   |   |              |                 |                 |              |              |  |
|  | 4               | Mario Radić     | Mario Radić     | 6           | 6           |  |  |               |                 |                 |               |               |   |   |              |                 |                 |              |              |  |
|  |                 | Vinod Sridhar   | Vinod Sridhar   | 2           | 1           |  |  | 4             | Mario Radić     | Mario Radić     | 68            | 2             |   |   |              |                 |                 |              |              |  |
|  | Maximilian Abel | Maximilian Abel | Maximilian Abel | 6           | 6           |  |  |               | Maximilian Abel | Maximilian Abel | 7             | 6             |   |   |              |                 |                 |              |              |  |
|  | Kamala Kannan   | Kamala Kannan   | Kamala Kannan   | 1           | 2           |  |  |               |                 |                 |               |               |   |   |              | Maximilian Abel | Maximilian Abel | 3            | 5            |  |
|  | Rishi Sridhar   | Rishi Sridhar   | 3               | 6           | 6           |  |  |               |                 | 5               | Tomas Behrend | Tomas Behrend | 6 | 7 |              |                 |                 |              |              |  |
|  | Mahesh Bhupathi | Mahesh Bhupathi | 6               | 3           | 4           |  |  |               | Rishi Sridhar   | Rishi Sridhar   | 4             | 0             |   |   |              |                 |                 |              |              |  |
|  | 5               | Tomas Behrend   | Tomas Behrend   | 6           | 6           |  |  | 5             | Tomas Behrend   | Tomas Behrend   | 6             | 6             |   |   |              |                 |                 |              |              |  |
|  |                 | Jaco Mathew     | Jaco Mathew     | 4           | 2           |  |  |               |                 |                 |               |               |   |   |              |                 |                 |              |              |  |